# Oleksijivska
Oleksijivska (ukrajinsky Олексіївська) je třetí a zároveň nejnovější linka Charkovského metra, která se nachází v Charkově na Ukrajině.
Linka je po své celé délce podzemní. Linka vede z severozápadu do centra města a má dvě přestupní stanice Metrobudivnykiv a Deržprom.

## Historie
Linka byla otevřena 6. května 1995, poté se dále rozšiřovala o další úseky.
| Úsek                     | Datum otevření    | Délka   |
| ------------------------ | ----------------- | ------- |
| Metrobudivnykiv–Naukova  | 6. května 1995    | 5,2 km  |
| Botaničnyj sad–23 Serpňa | 21. srpna 2004    | 2,5 km  |
| Oleksijivska             | 21. prosince 2010 | 2,4 km  |
| Peremoha                 | 19. srpna 2016    | 1,2 km  |
| Celkově:                 | 9 stanic          | 11,1 km |

## Stanice
- Metrobudivnykiv
- Zachysnykiv Ukrajiny
- Architektora Beketova
- Deržprom
- Naukova
- Botaničnyj sad
- 23 Serpňa
- Oleksijivska
- Peremoha